# Chris Wedge
John Christian Chris Wedge, född 20 mars 1957 i Binghamton, New York, är en amerikansk regissör, producent och skådespelare. Han är en av grundarna av Blue Sky Studios, och har också ett eget företag, WedgeWorks. Han har varit ansvarig för Blue Sky Studios' filmer, och var regissör för Ice Age, Robotar och Epic – Skogens hemliga rike. Han är också känd för att spelat Scrat i Ice Age-serien.
Wedge var ansvarig över Paramount Animations första film, Monster Trucks, som hade premiär 2017.

## Filmografi (i urval)
- 2002 – Ice Age (regi)
- 2005 – Robotar (regi)
- 2006 – Ice Age 2: Istiden har aldrig varit hetare (exekutiv producent)
- 2008 – Horton (exekutiv producent)
- 2009 – Ice Age 3: Det våras för dinosaurierna (exekutiv producent)
- 2011 – Rio (exekutiv producent)
- 2012 – Ice Age 4: Jorden skakar loss (exekutiv producent)
- 2013 – Epic – Skogens hemliga rike (regi & story)
- 2014 – Rio 2 – Prövar vingarna i Amazonas (exekutiv producent)
- 2015 – Snobben: The Peanuts Movie (okrediterad roll[9])
- 2016 – Ice Age 5: Scratattack (exekutiv producent)
- 2016 – Monster Trucks (regi)
- 2017 – Tjuren Ferdinand (exekutiv producent)
- 2019 – Spies in Disguise (exekutiv producent)